# Martin Arnold (Filmemacher)

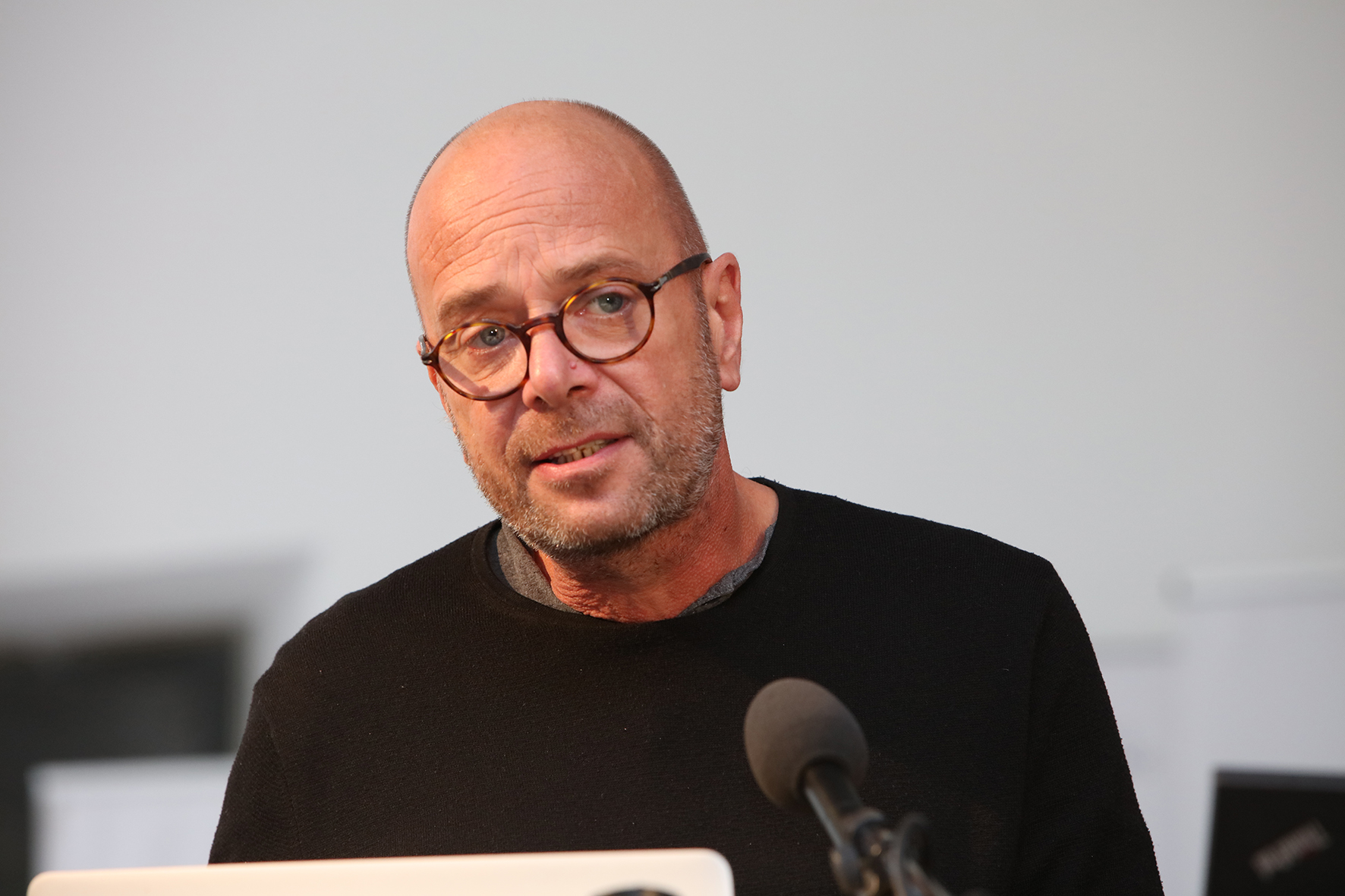
Martin Arnold 2018

Martin Arnold (* 1959 in Wien) ist ein österreichischer Filmemacher und Künstler, der es mit seinen obsessiven Found-Footage-Dekonstruktionen zu internationaler Bekanntheit brachte.

## Leben
Martin Arnold studierte Psychologie und Kunstgeschichte an der Universität Wien. Er hatte zahlreiche Gastprofessuren inne, u. a. am San Francisco Art Institute (1996/97), an der Städelschule in Frankfurt (1998/99), am Bard College in New York (2000/01), an der Binghamton University, NY (2004-07), bei CalArts in Los Angeles und an der Famu in Prag (2009/10).

## Werk
In seiner Found-Footage-Trilogie „pièce touchée“ (1989), „passage à l’acte“ (1993) und „Alone. Life Wastes Andy Hardy“ (1998) manipuliert Arnold im ständigen Vor- und Rücklauf kurze Bildfolgen aus verschiedenen Hollywoodfilmen und bricht damit Einstellungen, Sequenzen und ganze Szenen in vibrierenden, kleinen Exzessen auf. In einer Reihe zuletzt hergestellter Film-Loops, wie „Soft Palate“ (2010) oder „Whistle Stop“ (2014), entdeckt er die düsteren Aspekte des Cartoons, einer der klassischsten Formen familientauglicher Kino-Unterhaltung.

## Auszeichnungen
- 1994: Österreichischer Würdigungspreis für Filmkunst

## Ausstellungen
- 2000: Performing Bodies, Tate Modern, London
- 2002: Kunsthalle Wien
- 2005: Screentests, Nederlands Fotomuseum, Rotterdam
- 2006: BOZAR Centre for Fine Arts, Brüssel
- 2006: The Expanded Eye, Kunsthaus Zürich, Zurich
- 2006: THATS NOT ENTERTAINMENT!, CCCB Barcelona
- 2007: BODYPOLITICX, Witte de With, Rotterdam
- 2008: CALL + RESPONSE Musée d´Art Moderne Grand-Duc Jean, Luxemburg City
- 2009: The Porn Identity, Kunsthalle Wien, Vienna
- 2013: Ruhe-Störung. Streifzüge durch die Welten der Collage. MARTa Herford